# Arnold Ludwig von Röhl
Arnold Ludwig Roehl († 1813) war ein preußischer Offizier.

## Leben
Roehl war Sohn eines preußischen Oberkommissars und einer geborenen Meyer. 
Gemeinsam mit seinem Bruder Ernst Andreas von Röhl (1761–1830), einem nachmaligen preußischen Generalmajor, trat er in die Preußische Armee ein. Im August 1794 erhielt er im Rang eines Premierleutnant im Füsilierbataillon „Lega“ und Adjutant des Generalleutnants von Courbiere den Orden Pour le Mérite. 1806 stand er als Kapitän beim Füsilierbataillon „Stutterheim“ (No. 21), ist aber 1808 aus dem 4. Infanterieregiment mit Pension dimittiert.
In den Befreiungskriegen wurde er reaktiviert und starb 1813 im Rang eines Majors und Bataillonskommandeur in der Russisch-Deutschen Legion.
Zusammen mit seinem Bruder wurde ihm 1798 in der Annahme, agnatisch zu den von Roëll verwandt zu sein, der preußische Adel zuerkannt.